# 일본국유철도 C51형 증기 기관차

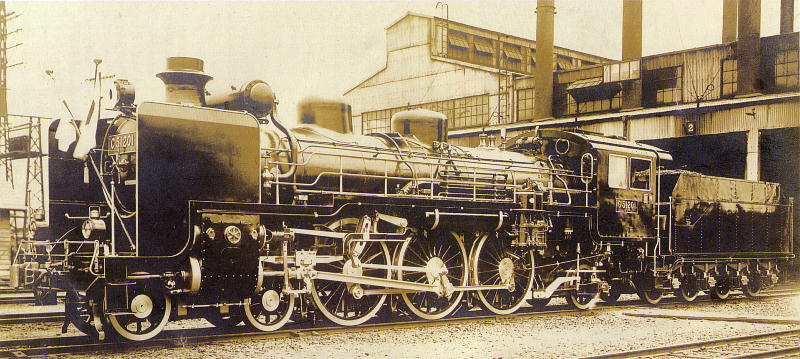
C51 201(1940년대 촬영)

C51형 증기 기관차(일본어: C51形蒸気機関車)는 일본국유철도의 전신인 철도원(1920년 철도성으로 개편)이 1919년에 개발한 간선 여객열차용 텐더식 증기 기관차이다. 처음엔 18900형이라 명칭됐지만 1928년 6월에 C51형으로 개칭되었다. 별명은 이름에서 따온 「시고이치」이다.

## 탄생의 배경과 성과・구조
시마야스 지로의 지도 아래 9600형 설계업무를 담당한 아사쿠라 키이치가 설계 주임으로서 개발이 이루어졌다.
여러 나라 고속기관차에 즐겨 사용되던 「퍼시픽형 차륜 배치」(4-6-2)를 일본이 설계한 증기 기관차로서 처음으로 채용해, 설계 시에는 미국에서 수입한 알코사제 8900형을 참고했기 때문에 8900형으로 계속 된다는 의미에서 18900형이라 명칭되었다.
C51형은 상용 최고 속도를 100km/h로 계획하고, 설계 당시의 독일의 기계학회가 권장하는 동륜의 최대 회전수에서 역산하여 설계 당시, 동륜 지름이 1,750mm인 협궤용 증기 기관차로서 세계 최대의 동륜 지름을 가지게 되었다. 이 사이즈는 이후 일본국유철도의 여객용 대형 증기 기관차의 표준 사이즈가 되어, 태평양 전쟁 후의 C62형에 이르기까지 사용되었다.
이러한 대직경 동륜을 사용하면 보일러의 중심높이가 높아져야 하지만, 8900형과 같은 시기에 독일에서 수입된 볼지히 사제 8850형의 보일러 중심높이를 2,438mm로 해도 볼지히 사가 문제 삼지 않았던 점을 참고함과 동시에, 8850형 보다 보일러 중심높이를 올린 9600형이 좋은 성적을 올린 것 등의 이유로 중심높이를 8850형보다 약간 밑도는 2,400 mm에 제한하면서도 꽤 높은 수치로 설계됐다.
동륜은 전술대로 지름 1,750mm의 스포크식으로써 28962호기까지는 17개의 스포크를 갖추고 있었지만, 스포크절단사고의 대책으로 28963호기(C51 164)부터는 18개로 증강되었다.
탄수차는 원래 17m³크기였으나 18940호기(C51 41) 이후에는 석탄 8t, 물 17t을 적재할 수 있는 8-17형이 표준형 탄수차가 됐다. 또한 후기분에서는 C53형과 같이 석탄 탑재량을 12t으로 확대한 12-17형 탄수차도 볼 수 있다. 또한 1930년의 초특급 「쓰바메」 운행 전용 견인기로 지정된 C51 171, 208, 247 ~ 249호기는 도쿄 - 나고야간 무정차 운행을 위해 탄수차를 수조 용량이 큰 C52형의 20m³ 후기형탄수차로 교체하여, 물을 30t 적재할 수 있는 수조차를 달고 「쓰바메」를 운행했다. 탄수차 뒤에 미키 20형 수조차를 증결하는 관계상, 탄수차 - 수조차사이에 급수관을 설치하고 탄수차 상부에는 통풍관과 천장을 만드는 개조가 실시되었다. 모두 강판 조립식 섀시, 판자 스프링 대차를 장착했다.
28901호기(C51 102) 이후로는 공기 브레이크 장치가 설치되었다. 보행판을 2단으로 만들어서 보행판과 동륜 사이에 공간을 두었다.
또한 C51형은 광궤개궤론이 다루어지고 있던 이 시기, 개궤를 노리는 시마 야스지로 등 공무국 기술진이 협궤의 능력의 한계를 나타내기 위해 설계되었다고 한다.
시마 야스지로는 8620형의 설계 샘플로서 8700·8800·8850·8900의 4가지 형식을 수입했을 때에, 알코사제의 8900형이 제조사측의 주장에 따라 종륜부가 퍼시픽 사양으로 변경되었던 것에 항의를 하려했지만, C51은 그 후 정계의 변화로 광궤개간을 포기해야 했기 때문에, 화실확대를 위해, 종륜이 있는 8900형을 기본으로 하여, 8850형의 설계를 참고로 하면서, 일본식으로 다시 설계한 것이었다. 이렇게 완성한 C51의 성능은 매우 뛰어나, 당시의 일본용 증기기관차로서는 철도원 수뇌진도 "이 정도의 기관차가 있으면 협궤로 충분하다"고 하여, 결국은 광궤론자들이 주류를 이루던 공무국이 스스로 개궤를 취소하는 결과를 낳았다.

## 제조
1919년 ~ 1928년 동안 철도원(철도성) 하마마쓰 공장 · 기샤세이조(오사카) · 미쓰비시 중공업(고베)에서 총 289량이 제작됐다.
최초의 18량은 국철 각 공장에서 부품을 분할 제조하고 하마마쓰 공장에서 최종 조립을 하는 특이한 제조법을 채택하였다. 다만, 성능시험 등 여러 가지 실험을 한 후, 민간 제조업체의 양산이 시작됐다. 양산형 중 대부분인 249량을 기샤세이조가 독점적으로 제조했으며, 다른 22량은 1926년부터 미쓰비시 중공업이 생산했다.

## 운용

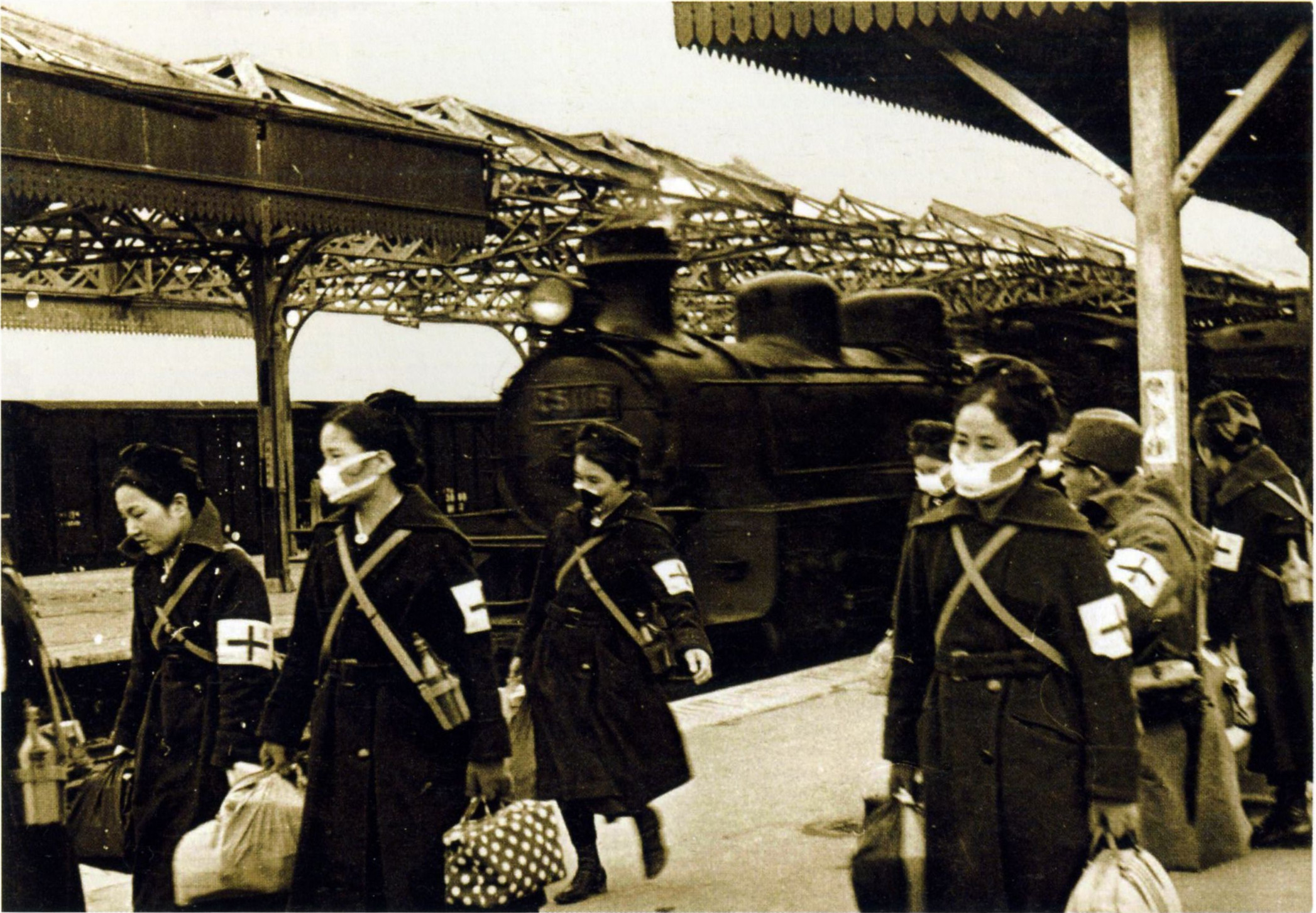
쑤저우 역에서운행중인 C51 116. （1939년 1월 30일 촬영）

지금까지 생각해봐도 비약적인 성능 향상을 실현한 기관차로 견인력·고속 성능·신뢰성에서 높은 수준을 달성했다. 1920년대와 1930년대에 주요 간선의 주력 기관차로 이용되었다.
1930년에서 1934년까지 초특급 "쓰바메"의 도쿄 - 나고야간 견인에 사용됐다는 것은 유명하다.
또한 C51 239는 C51 236과 함께 초대열차의 전용기관차로 지정되었으며, 1928년 11월의 쇼와 천황의 즉위식으로부터 1953년 5월의 지바현 식목제까지 견인 횟수 104회라고 하는 대기록을 세운, 쇼와시대 후반의 EF58 61에 필적하는 존재였다.
그러나, 수송량의 증가나, 중량이 많이 나가는 강철제 객차의 제식화 등에 의한 견인 량수 감소에 따라, 후속기체인 C53형이나 C59형 등에게 자리를 양보해 1930년대 이후 도카이도 본선 · 산요 본선의 우등열차 운행에서는 물러나고 지방 간선 운행으로 전환한다.
1939년에는, 육군의 요구에 따라 16량（C51 8・28・30・33 ~ 35・88・95・96・116・130 ~ 132・173・175・178 이 모두 주산식 급수 가열기를 장비함)을 표준 궤간에 맞게 개조한 후 공출되어 중국에 보내졌다. 주로 양쯔강 이남을 중심으로 난징 - 상하이 간에서 운행되었다. 중화인민공화국이 성립된 후에도 존재해 1951년 '파시'가 되어, 훗날 SL9형이 되었지만, 1990년에는 차적조차 존재하지 않고 소멸되었다.
전후에도 적당한 크기 덕분에 지방 간선의 여객 열차 견인차에 사용되었지만, 노후화 때문에 동력 근대화 계획이 실행에 옮겨지자 빠르게 폐차가 진행되어 1965년엔 모든 차량이 운행을 물러나고 1966년 2월 C-51 251의 폐차가 최종 폐차가 됐다.
또한 운용 후기에 개조가 매우 많이 되어 있었기에, 말기에는 원형에 가까운 스타일을 유지한 차량을 찾아내는 것은 곤란했다고 한다.

## 시험개조기

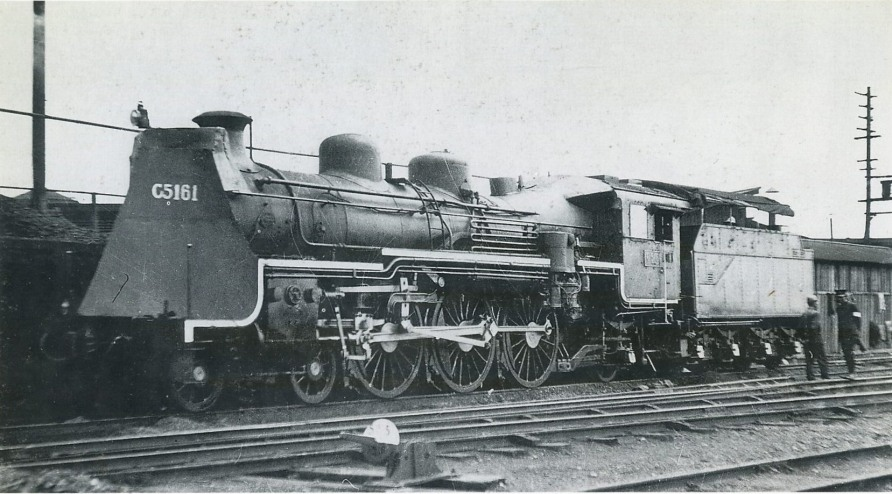
나고야 기관고에 서있는 C51 61（1929년 6월 촬영）

제조 후 얼마 되지 않을 무렵부터 쇼와 초기에 걸쳐 연소율이나 효율의 개선을 목적으로 각 관리국마다 여러 가지 개조를 실시한 차량이 존재했다. 다만, 모든 차량은 시험 기간이 끝난 후에 다시 원형으로 복구되었다.
연실연장형
연소효율을 높이기 위해 C51 13 · 33이 500mm, C51 133 · 155 · 159가 800mm씩 각각 연실을 연장하는 개조를 받았다.
굴뚝 2개형
C51 50 · 78 · 143 · 246이 굴뚝 2개화의 개조를 받았다. 덮개를 씌워 둬서 외관상으로는 굴뚝이 하나인것처럼 보인다.
경사진 굴뚝형
배연 효과를 높이기 위해, C51 78 · 121 · 182 · 192 · 270이 경사진 굴뚝화의 개조를 받았다. C51 78은 두 개의 굴뚝으로 개조되어 있는상태로 굴뚝을 기울였다.
유선화형
C51 61이 전면 · 운전실 · 탄수차 주위의 유선형화 개조를 받았다. (）
집연·배연 장치 설치형
C51 135가 굴뚝 앞부분에 경사판을, C51 130이 굴뚝 뒷부분에 반사판을, C51 176이 연돌 상부에 경사진 원통판을, C51 278이 굴뚝 양측으로부터 후부에 걸쳤다.
연소실 설치형
C51 184가 연소실을 만드는 개조를 받았다

## 제원
- 전장 - 19,994mm
- 전고 - 3,800mm
- 궤간 - 1,067mm
- 차륜 배치 - 4-6-2 (2C1) - 화이트식 표기
- 동륜 지름 - 1750mm
- 보일러 압력 - 13.0kg/cm2
- 화실 면적 - 2.53m2
- 보일러 물 용량 - 5.8m3
- 기관차 중량 - 67.75t
- 최대 축중 - 14.61t
- 탄수차 중량 - 43.87t
- 출력 - 1,175 hp
- 최고속도 - 95km/h（실험주행시 99.1km/h）

## 보존
폐차가 빠른시기에 진행되었기 때문에 공원이나 공공시설에서 보존된건 없지만, 철도 보존, 전시 시설이나 철도 시설에서의 보존된 케이스는 있다.
- - C51 5 : 오우메 철도 공원 → 철도박물관(일본)
  - C51 44 : 아키타 종합 차량 센터
  - C51 85 : 가고시마 종합 차량소
  - C51 239 : 교토 철도 박물관

이와 같이 현존하는 C51형은 겨우 4량뿐이며, 3량이 선두만 잘려서 보존중이고, C51 5도 1982년의 산사태로 피해를 입는둥 고전하고 있어, 현역당시의 모습을 완벽하게 보존하고 있는 기체는 없다.

### 초대열차를 견인한 C51 239
본기는 1962년 10월에 폐차처리되었지만, 초대열차를 끌었다는 명예덕에 해체되지는 않고, 니가타 철도 학원에 보존되어 교습용으로 보일러를 잘라서 전시되고 있었다. 니가타 지진 때 피해를 입었지만 복구되었다. 1972년 우메코지에 들어갈 즈음, 나가노공장에서 정비되었다. 정태 보존으로 들어왔기 때문에 내부까지는 완전히 복원되지 않았고 차적도 복귀되지 않았다.

## 번호부여방식
18900형의 제조순서와 번호를 연관시켜서 1번째가 18900, 2번째가 18901, 3번째가 18902 … 100번째가 18999가 되지만 101번째는 만단위에 1을 더해 28900으로 했다. 그 후에도 마찬가지로, 아래 2자리수가 00에서 시작해 99에 이르면 다음은 만단위에 1을 더해 다시 아래 2자리수를 00에서 시작하는 식으로 번호를 매겼다. 따라서 100번째마다 만단위에 1을 추가하여 200번째가 28999, 201번째가 38900, 이런식으로 되었다.
번호와 제조순서를 대응시킬 수 있는 공식은 다음과 같다.
(만단위수 숫자-1) × 100 + 마지막 두자리수 숫자+1 = 제조순서
또한, 1928년의 칭호 규정 개정에 의해서 C51형으로 번호가 바뀔땐, 번호순서대로 18900을 C51 1, 18901을 C51 2, … 38980을 C51 281로 했다.